# Cody McCormick
Cody McCormick (London, 18 aprile 1983) è un ex hockeista su ghiaccio canadese, che nella sua carriera ha giocato oltre 400 partite in NHL con le maglie di Colorado Avalanche (che lo avevano scelto al draft 2001), Buffalo Sabres e Minnesota Wild.
Nel gennaio del 2015 gli fu riscontrato un trombo alla gamba, che gli fece saltare non solo l'ultima parte della stagione 2014-2015, ma anche l'intera stagione successiva, al termine della quale formalizzò il proprio ritiro.